# Filippo Garretti di Ferrere
Filippo Garretti di Ferrere (Torino, 18 agosto 1772 – Torino, 26 febbraio 1851) è stato un generale italiano, che fu Gran Maestro della Real Casa sotto re Carlo Felice di Savoia, e poi protettore della Regia Opera della Provvidenza sotto re Carlo Alberto di Savoia. Nel 1831 fu insignito dell'onorificenza di Cavaliere dell'Ordine supremo della Santissima Annunziata.

## Biografia
Di nobile schiatta, nacque a Torino il 18 agosto 1772, figlio del referendario e Senatore del Regno di Sardegna Secondo Antonio e di Maria Teresa Lanfranchi di Ronsecco.  Il 22 agosto 1792, nella rivista in tale data è indicato come sottotenente effettivo nel Reggimento provinciale di Susa, e il 1 novembre, con lo stesso grado, nella compagnia 2ª maggiora (RR). Il 21 marzo 1793 passò come sottotenente al corpo dei granatieri, e il 23 maggio dello stesso anno è tenente nella compagnia Alli di Maccarani nel II Battaglione. Il 5 gennaio 1794 è nominato aiutante maggiore di reggimento con grado di tenente, il 27 febbraio 1795 è promosso capitano, e il 19 aprile 1796 primo capitano. Il 30 maggio 1797 è nominato secondo scudiero e gentiluomo di bocca delle Loro Altezze Reali il marchese di Susa ed il conte di Asti. Dopo la restaurazione, il 28 settembre 1815 è maggiore nel Reggimento delle Guardie, e il 18 luglio 1817 è nominato aiutante generale d'Armata con il grado di tenente colonnello di fanteria. Il 29 gennaio 1821 è promosso colonnello, e il 28 dicembre 1824 viene nominato Grande di Corte di seconda classe e gentiluomo di camera del re Carlo Felice di Savoia.. Il 16 marzo 1827 re Carlo Felice lo nomina Gran Mastro della Real Casa, ed il 21 dello stesso mese è promosso maggior generale. Nel 1831 fu insignito dell'onorificenza di Cavaliere dell'Ordine supremo della Santissima Annunziata e poi divenne protettore della Regia Opera della Provvidenza sotto re Carlo Alberto di Savoia. Raggiunse il grado di tenente generale dell'Armata Sarda. Si spense a Torino il 26 febbraio 1851.

### Annotazioni
1. ↑  Uno dei titoli nobiliari del principe Carlo Felice di Savoia, di cui divenne intimo amico.

### Fonti
1. 1 2 3 4 5 6 7 8  Lo Faso di Serradifalco 2016, p. 215.
2. ↑   Calendario generale pe' regii stati, 1826,  p. 131. URL consultato il 5 marzo 2022.
3. ↑   Calendario generale pe' Regii Stati pubblicato con autorità del Governo e, 1841,  p. 702. URL consultato il 5 marzo 2022.